# Franciszek Żwirko
Franciszek Żwirko (ur. 16 września 1895 w Święcianach, zm. 11 września 1932 w katastrofie lotniczej w Cierlicku Górnym) – porucznik oraz pilot Wojska Polskiego, pilot sportowy. Wraz z inżynierem Stanisławem Wigurą zdobył w 1932 w zawodach „Challenge” pierwsze miejsce i puchar międzynarodowy dla Polski. Ojciec popularyzatora lotnictwa, Henryka Żwirki.

## Życiorys

### Młodość i służba podczas I wojny światowej
Urodził się na Wileńszczyźnie. Szkołę średnią ukończył w Wilnie, podczas I wojny światowej został powołany do armii rosyjskiej. Po ukończeniu szkoły oficerskiej w Irkucku, służył w piechocie, m.in. w 27 pułku strzelców syberyjskich i 674 pułku piechoty, walcząc z Niemcami. Służbę w armii rosyjskiej zakończył w randze porucznika. W 1917 zgłosił się do tworzącego się korpusu polskiego gen. Dowbora-Muśnickiego w Rosji. Po demobilizacji korpusu w lipcu 1918, wstąpił w sierpniu do rosyjskiej „białej” Armii Ochotniczej gen. Denikina, walcząc w rosyjskiej wojnie domowej. Ukończył wówczas kurs obserwatorów lotniczych. We wrześniu 1921 przedostał się przez granicę do Polski i zgłosił do służby w polskim lotnictwie.

### Początki służby w lotnictwie

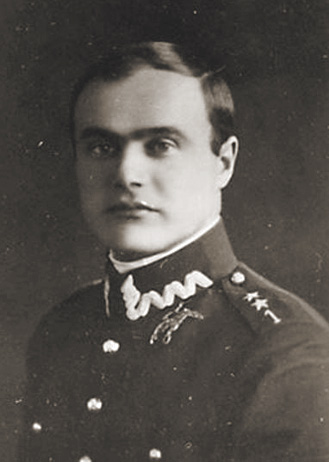
Franciszek Żwirko, 1927

W Polsce od 19 lipca 1922 służył w 1 pułku lotniczym w Warszawie. W listopadzie 1923 ukończył Szkołę Pilotów w Bydgoszczy, a następnie w 1924 Wyższą Szkołę Pilotów w Grudziądzu, po czym służył jako pilot w 18. eskadrze myśliwskiej 1 pułku, w stopniu porucznika pilota. Przejściowo w 1925 został oddelegowany do Bydgoskiej Szkoły Pilotów jako instruktor. Zaczął też brać aktywny udział w sporcie lotniczym, odznaczając się jako świetny i opanowany pilot. Już w 1925, w I Pomorskim Locie Okrężnym zajął 4. miejsce na 11 załóg. W 1926 jako jeden z pierwszych zainicjował loty nocne w polskim lotnictwie wojskowym, dokonując nocnego rajdu nad Polską. 28 sierpnia 1927 w międzynarodowych zawodach I Locie Małej Ententy i Polski w Jugosławii, lecąc z kpt. Władysławem Popielem na samolocie Breguet 19, zajął 2. miejsce w klasyfikacji ogólnej, a 1. w locie okrężnym, na 14 załóg. Od 1928 służył w 111 eskadrze myśliwskiej, lecz na początku 1929, zachowując formalnie przydział do 1 pułku lotniczego, został oficerem łącznikowym przy Aeroklubie Akademickim w Warszawie. 22 listopada 1928 w Bydgoszczy ożenił się z Agnieszką Kirską.

### Sport lotniczy
Objęcie funkcji oficera łącznikowego przy Aeroklubie Akademickim, tworzonym przez młodych konstruktorów-zapaleńców, spowodowało wzrost aktywności Żwirki w sporcie lotniczym. Szczególnie zaprzyjaźnił się z młodym inżynierem Stanisławem Wigurą, jednym z konstruktorów zespołu RWD, który z nim od tej pory najczęściej latał w załodze jako mechanik. Między 9 sierpnia a 6 września 1929 dokonali oni lotu okrężnego wokół Europy, na trasie Warszawa-Frankfurt-Paryż-Barcelona-Marsylia-Mediolan-Warszawa, długości prawie 5000 km, na pierwszym egzemplarzu lekkiego samolotu RWD-2. 6 października, na RWD-2 zwyciężyli w I Locie Południowo-Zachodniej Polski. 16 października Żwirko ustanowił z Antonim Kocjanem na RWD-2 międzynarodowy rekord FAI wysokości lotu 4004 m w klasie samolotów o ciężarze własnym do 280 kg, uzyskując pierwszy rekord lotniczy dla Polski. W okresie maj-wrzesień 1930 pełnił funkcję komendanta Przysposobienia Wojskowego Lotniczego w Łodzi. W lutym 1930 został wybrany członkiem zarządu Łódzkiego Klubu Lotniczego.

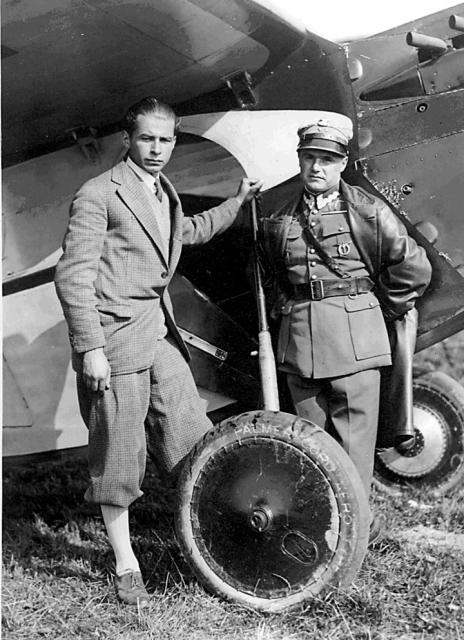
Konstruktor lotniczy Stanisław Wigura i pilot Franciszek Żwirko

W lipcu 1930 Żwirko z Wigurą wzięli udział w międzynarodowych zawodach samolotów turystycznych Challenge 1930 na samolocie RWD-4, lecz 25 lipca musieli się wycofać na skutek awarii silnika, po przymusowym lądowaniu w Hiszpanii. 7 września 1930 ponownie zwyciężyli na RWD-2 w II Locie Południowo-Zachodniej Polski, na przełomie września i października zwyciężyli w III Krajowym Konkursie Awionetek (na RWD-4), a na przełomie września i października 1931 – w IV Krajowym Konkursie Samolotów Turystycznych (na RWD-5). 7 sierpnia 1931 Żwirko i Stanisław Prauss podjęli próbę pobicia rekordu wysokości lotu samolotem RWD-7, uzyskując 5996 m, lecz federacja FAI nie uznała go z powodu niestandardowych przyrządów pomiarowych. 22 grudnia 1931 Żwirko został przeniesiony ze stanowiska przy aeroklubie na stanowisko dowódcy eskadry szkolnej Centrum Wyszkolenia Oficerów Lotnictwa w Dęblinie.
W kwietniu 1932 Żwirko został zakwalifikowany przez komisję Aeroklubu Rzeczypospolitej Polskiej do reprezentowania Polski w zawodach samolotów turystycznych Challenge 1932. Jako drugiego członka załogi wybrał Stanisława Wigurę. W zawodach rozegranych w dniach 20–28 sierpnia 1932 załoga Żwirko i Wigura, na samolocie RWD-6, zajęła pierwsze miejsce, wygrywając z uważanymi za faworytów załogami niemieckimi oraz reprezentacjami z pozostałych krajów i przynosząc wielki sukces polskiemu lotnictwu, będący wspólnym osiągnięciem pilota i konstruktora. Na pamiątkę tego wydarzenia Święto Lotnictwa Polskiego jest obchodzone w dniu 28 sierpnia.
Żona - Agnieszka. 

### Wypadek
11 września 1932, podróżując na zlot lotniczy do Pragi, Franciszek Żwirko wraz ze Stanisławem Wigurą zginęli w katastrofie w lesie pod Cierlickiem Górnym k. Cieszyna na Śląsku Cieszyńskim (na Zaolziu), na terenie Czechosłowacji, na skutek oderwania się skrzydła samolotu RWD-6 podczas burzy (miejsce to znane jest obecnie jako „Żwirkowisko”).
Około 200 tysięcy ludzi zebrało się na drodze, którą postępował kondukt pogrzebowy, prowadzony przez biskupa polowego Galla z kościoła św. Krzyża na Cmentarz Powązkowski. Trumny wynieśli z kościoła na swych barkach koledzy bohaterskich lotników. Złożone zostały one na kadłubach samolotów. Obaj zostali pochowani na cmentarzu Powązkowskim (aleja zasłużonych-1-12,13).

## Ordery i odznaczenia
- Krzyż Kawalerski Orderu Odrodzenia Polski (pośmiertnie, 14 września 1932)[7][8]
- Złoty Krzyż Zasługi (30 sierpnia 1932)[9]
- Srebrny Krzyż Zasługi (3 sierpnia 1928)[10][11]
- Złota Odznaka Honorowa Ligi Obrony Powietrznej i Przeciwgazowej I stopnia (pośmiertnie)[12]
- Odznaka Pilota nr 647 – 7 sierpnia 1924[13]
- Order Świętej Anny IV klasy (Imperium Rosyjskie)
- Krzyż Kawalerski Orderu Świętego Sawy (Jugosławia, 1929)[14]
- Medal Zwycięstwa (Médaille Interalliée) (zezwolenie 1928)[15]
- czechosłowacka Odznaka Pilota (1929)[16]
- rumuńska Odznaka Pilota (1929)[16]

## Upamiętnienie
- 12 marca 1933 prezydent RP Ignacy Mościcki awansował go pośmiertnie na stopień kapitana ze starszeństwem z dniem 1 stycznia 1933 w korpusie oficerów aeronautycznych[17].
- W Cierlicku został ustanowiony symboliczny grób F. Żwirki i S. Wigury oraz pomnik, ufundowany przez Aeroklub Morawsko-Śląski w Ostrawie.
- W rodzinnym Święcianach postanowiono wmurować tablicę pamiątkową na ścianie domu F. Żwirko, jego imieniem nazwać ulicę, przy której się urodził oraz utworzyć fundację imienia F. Żwirko i S. Wigury.
- W roku 1933 w Sosnowcu postawono obelisk Pamięci Żwirki i Wigury 1933 r.
- 15 kwietnia 1933 Poczta Polska wprowadziła do obiegu znaczek o wartości 30 gr (numer katalogowy 259) pt. Zwycięzcy Challenge’u – F. Żwirko i S. Wigura[18].
- Lot Południowo-Zachodniej Polski  organizowany od 1929 roku, którego dwukrotnym zwycięzca Był Franciszek Żwirko w 1932 roku przemianowano na Lot Południowo-Zachodniej Polski im. Franciszka Żwirki[19].
- Na pamiątkę śmierci S. Wigury i F. Żwirki w 1938 na Okęciu zbudowano niewielki kościół pod wezwaniem św. Stanisława i św. Franciszka[20].

Ulice Żwirki i Wigury znajdują się m.in. w Katowicach, Bydgoszczy, Gliwicach, Łodzi, Lublinie, Warszawie, Koszalinie oraz w Dukli.

## Galeria

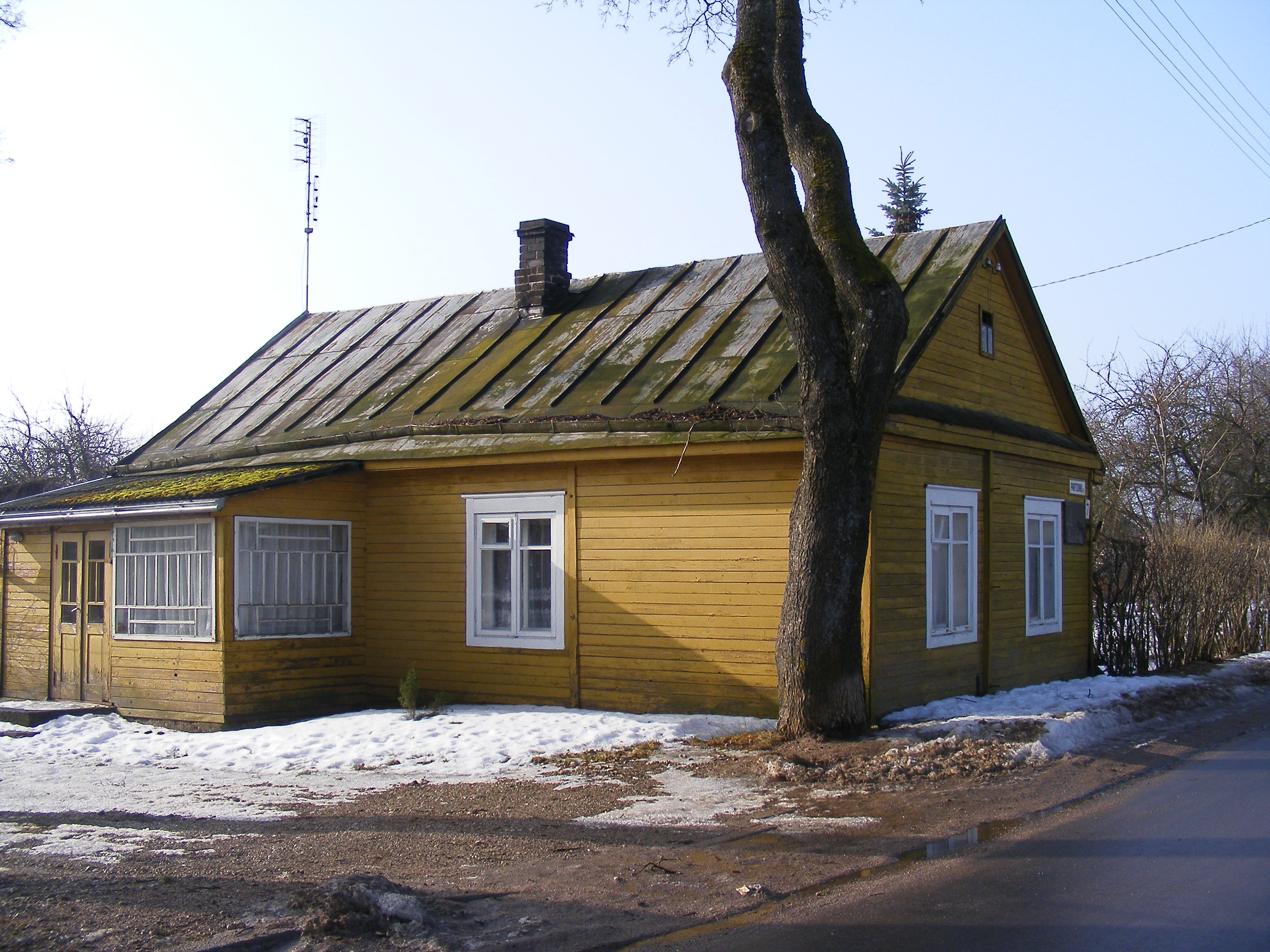
Święciany, Litwa – dom, w którym urodził się i w którym do 1914 mieszkał Franciszek Żwirko (stan w 2012)
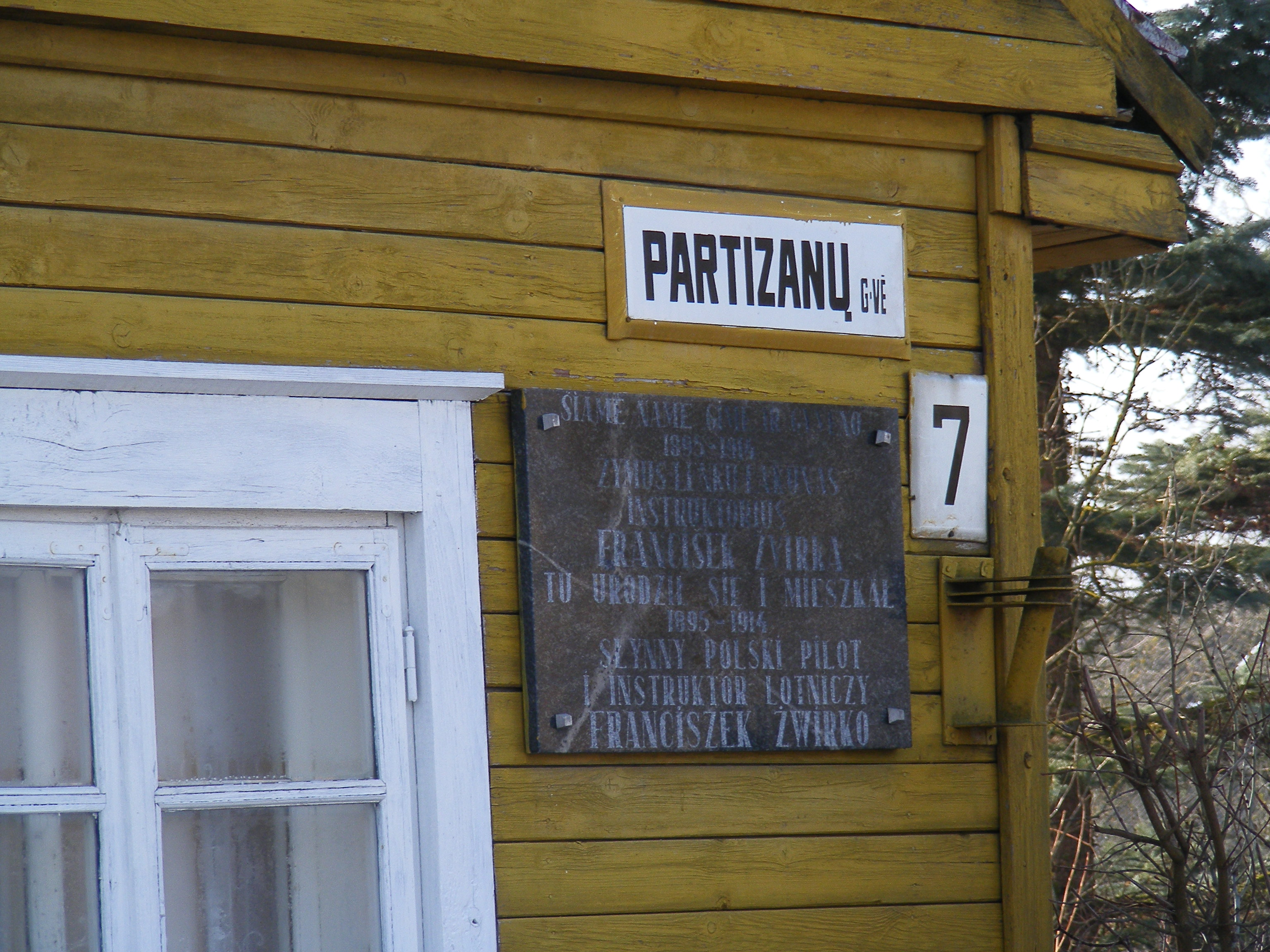
Pamiątkowa tablica na domu, w którym urodził się F. Żwirko
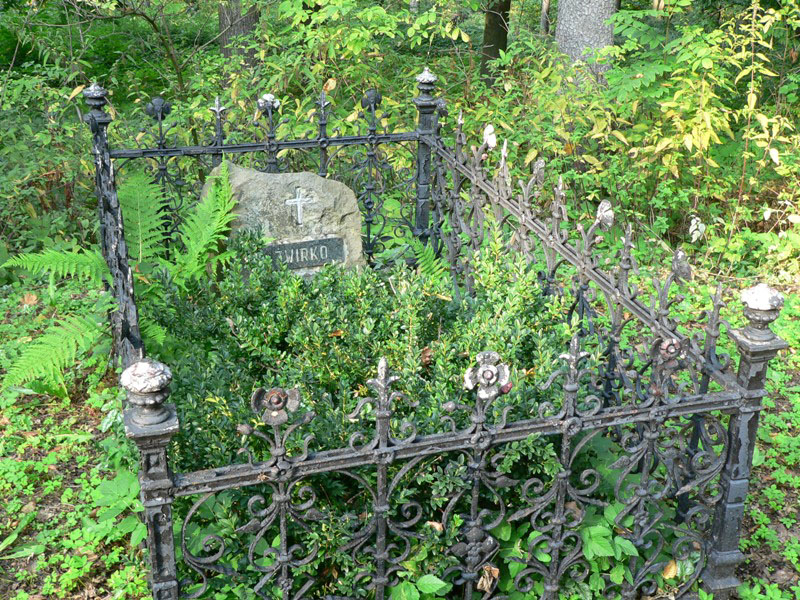
Symboliczny grób w Cierlicku
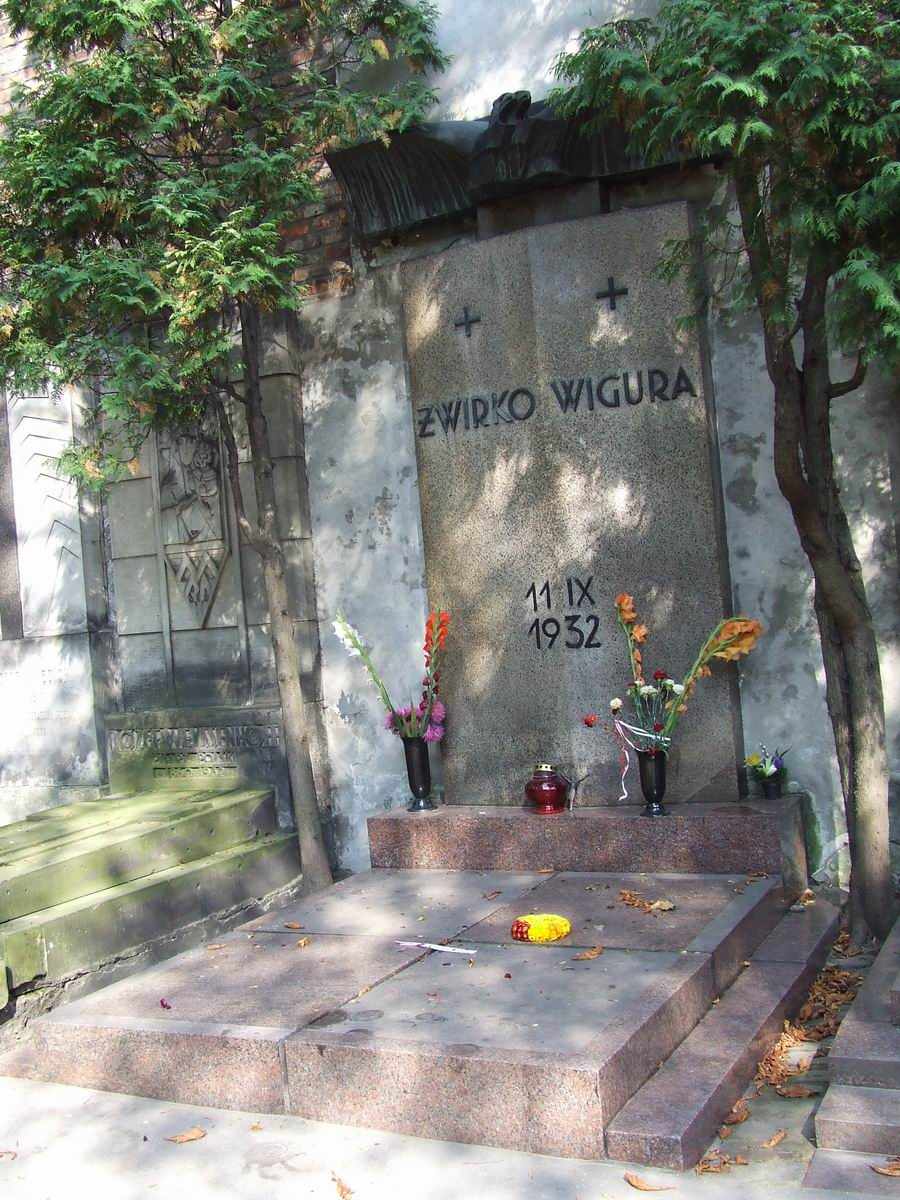
Grób Żwirki i Wigury na warszawskich Powązkach